# Mario Golf (Nintendo 64)
Mario Golf (マリオゴルフ64, Mario Gorufu 64?, Mario Golf 64) es un juego de deporte desarrollado por Camelot Software Planning y publicado por Nintendo para Nintendo 64 en 1999. En el juego, diferentes personajes de la serie Mario juegan al golf en una variedad de campos ambientados en temas de juegos de Mario.
El juego fue relanzado para Wii en el 2008, para Wii U en el 2015 y en el servicio de Nintendo Switch Online desde el 14 de abril del 2022.

## Campos
Toad Highlands:
Un campo de césped rodeado de árboles de hoja caduca. Los agujeros tienden a ser breves, las calles anchas y el áspero perdonable. Los greens son grandes, generalmente planos, y en general los hoyos tiene una colocación fácil, aunque hay algunos búnkeres y los obstáculos de agua son peligros presentes en los enlaces. Un buen comienzo para que los jugadores aprendan a dominar sus habilidades en contra de un mínimo de resistencia.
Koopa Park (casa de la "Copa Koopa"):
Otro campo principalmente cubierto de hierba, aunque con notables más búnkeres y los peligros que el agua del sapo Highlands. Los greens son también más pequeños y escarpados, y las calles más estrechas que antes, todo lo cual hace que el campo sea un poco más difícil que el anterior. El paisaje es el de un bosque siempre verde con una casa club, a menudo visible en la distancia entre los árboles.
Shy Guy Desert:
Un campo un poco más avanzado que se encuentra en medio de un desierto de arena. El paisaje incluye vistas de arena, cactus y las pirámides de piedra fuera a los lados de los enlaces. Los greens son más difíciles para este campo, ya que se han vuelto más pequeños y desiguales, así como un aumento de la cantidad de trampas (muchos obstáculos, aunque no de agua como es de suponer en un desierto). 
Yoshi's Island:
Es tal vez el campo más bonito, ya que incluye vistas de las palmeras, frutos de gran tamaño, la configuración de agua, mesetas y acantilados que se integran bien en el campo.
Boo Valle (casa de la "Boo Classic"):
Un campo avanzado que se encuentra entre montañas, rodeado de fuerte baja-offs en blanco y que oculta la niebla. La caída significa-offs hay muy pocos diamantes en bruto, además de estrechas calles, la caída-offs son automáticamente fuera de los límites. Además, existen numerosas trampas de arena, pequeñas, difíciles, y la inclinación de los greens.
Mario's Star:
El campo final, por supuesto, es también difícil, ya que no sigue la forma tradicional. Los fairways y los greenes están organizados en una forma decorativa con numerosos peligros para formar un mundo diferente del personaje Mario, que se enumeran a continuación. Los greens son también por lo general pequeños, la dificultad posición, y en gran medida-papilar de la puesta.

## Transfer Pak
Los jugadores pueden subir los personajes y los datos del juego Mario Golf de Game Boy Color a la versión de Nintendo 64 mediante el uso del Transfer Pak. De esa manera, pueden jugar con estos personajes en 3D. Además, los datos de la versión de Nintendo 64 se guardan en la versión Game Boy Color del juego. Sin embargo, los personajes importados en la versión de Nintendo 64 no se quedan en el cartucho.

## Personajes
- Plum
- Charlie
- Peach
- Bebé Mario
- Luigi (Solo básico en el modo multijugador. En el modo solitario se desbloquea ganando en Get Character número 1).
- Yoshi (Solo básico en el modo multijugador. En el modo solitario se desbloquea ganando en Get Character número 2).
- Sonny (Solo básico en el modo multijugador. En el modo solitario se desbloquea ganando en Get Character número 3).
- Wario (Solo básico en el modo multijugador. En el modo solitario se desbloquea ganando en Get Character número 4).
- Harry (Solo básico en el modo multijugador. En el modo solitario se desbloquea ganando en Get Character número 5).
- Mario (Solo básico en el modo multijugador. En el modo solitario se desbloquea ganando en Get Character número 6).
- Maple (Se desbloquea al ganar 50 Birdie Badges).
- Donkey Kong (Se desbloquea al ganar 30 estrellas en el modo Ring Shot).
- Bowser (Se desbloquea ganando en Get Character número 7).
- Mario de metal (Se desbloquea ganando 108 Birdie Badges, es decir, todas las del juego).

Hay otros cuatro personajes que pueden ser adquiridos por los importadores a través de la transferencia Pak si el propietario tiene a la vez Mario Golf y el Game Boy Color en la versión de Mario Golf.
- Azalea
- Joe
- Kid
- Sherry